# Susquehannock
Le susquehannock est une langue iroquoienne éteinte depuis le XVIIIe siècle.

## Origine du nom
Les Susquehannocks étaient un peuple iroquoien qui vivait sur la rivière Susquehanna. Les Français les nommaient les Andastes, d'après leur nom huron d'Andastoerrhonons. Les Hollandais et les Suédois les connaissaient sous le nom de Minquas et Mahaquas, un terme d'origine delaware. Une autre variante en usage dans les Treize colonies, Mingo, désignaient les Iroquois de manière générale.

## Histoire
Le capitaine John Smith est le premier à les décrire en 1608.
Après le contact, l'histoire des Susquehannocks est tragiquement brève. Au cours du XVIIe siècle, les guerres et les épidémies les déciment. Les survivants s'installent à Conestoga, en Pennsylvanie. En 1763, ils sont massacrés par des colons anglais.

## Connaissance de la langue
La langue est connue par un vocabulaire, appelé « Vocabula Mahakuassica » inclus dans un catéchisme en langue delaware et rédigé par un missionnaire suédois, Johan Campanius. Le texte est publié en 1696, avant d'être réédité en anglais, en 1702, par son petit-fils.

## Une langue iroquoienne du Nord
Ce vocabulaire se limite à 80 mots et quelques phrases. Mais il permet clairement d'établir que le susquehannock est une langue iroquoienne. Cependant, si 85 % du vocabulaire connu de la langue a des cognats dans les autres langues iroquoiennes du Nord, la pauvreté des sources ne permet pas de rapprocher plus particulièrement le susquehannock d'un sous-groupe précis de l'iroquoien du Nord.